# Bohumil Schweigstill

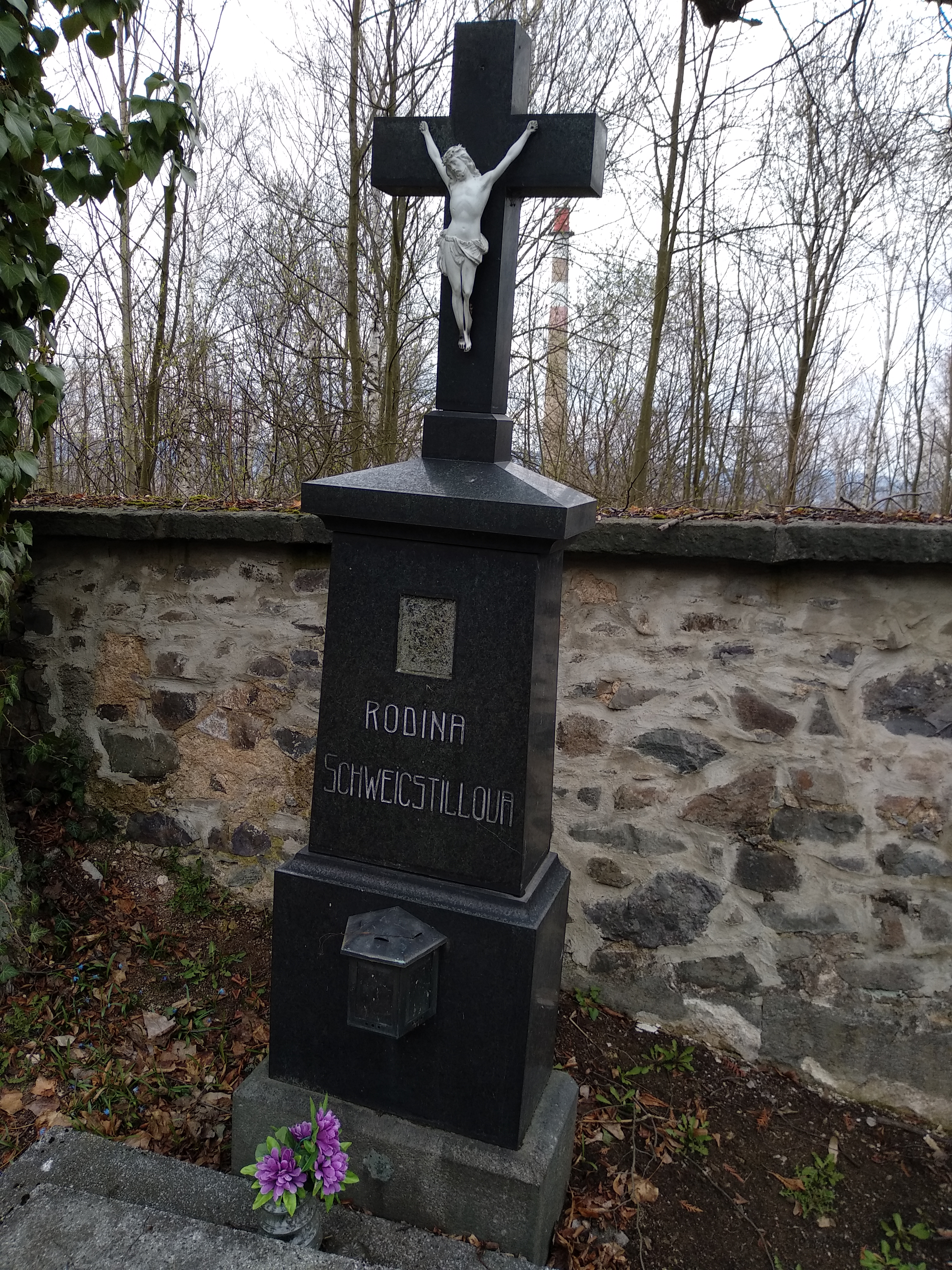
Hrob rodiny Schweigstillovy na Městském hřbitově v Příbrami

Bohumil Schweigstill (27. března 1875 Trhové Dušníky u Příbrami – 3. prosince 1964 Příbram) byl český pedagog a autor loutkových her a pohádek.

## Život
Jeho otec Prokop Schweigstill byl horní dozorce, Bohumilův tchán Alois Vojtěch Šmilovský byl spisovatel. Po absolvování Gymnázia Příbram (1887–1991) a učitelského ústavu v Příbrami (1891-1896; neprospěl 1892; abs. 1896) učil na škole v Klatovech a poté na školách v Praze.
Později se stal ředitelem obchodní školy v Praze, byl členem Českého svazu přátel loutkového divadla v Praze.
V letech 1891–1893 žil v Příbrami III, Milínská č.p. 191. Pochován byl na hřbitově na Panské louce v Příbrami (oddíl V, hrob 500).

## Dílo
Bohumil Schweigstill se aktivně počal zajímat o loutkové divadlo od roku 1915, kdy v pražské Vladislavově ulici založil ochotnickou scénu. byl autorem loutkových her. Je známý ze svého působení v redakci časopisu Mladý čtenář a také jako spisovatel, hlavně pohádkových děl, jako například Hvězdička s nebíčka, Páni kluci, Jejich radosti a starosti, Jak šlo Srdíčko do světa nebo Veselé národní pohádky.
Dětskému diváku přiblížil postavu Kašpárka tím, že místo tradiční postavy malého vzrůstu a s vousy (jak ji představoval např. Matěj Kopecký) byl Kašpárek na jeho divadle kluk, se kterým se děti mohly ztotožnit.
Používal též pseudonymy Jiří Klas a Prokop Tichý.